# Echelon II: Wind Warriors
Pour les articles homonymes, voir Échelon.
Echelon II: Wind Warriors est un jeu vidéo de simulation de vol de combat développé par MADia Entertainment et édité par Buka Entertainment, sorti en 2003 sur Windows.
Il fait suite à Echelon.

## Accueil
- Jeuxvideo.com : 12/20[1]